# ジャパンパック (企業)
ジャパンパック株式会社は、富山県滑川市に所在する段ボールなどの包装・梱包の開発・製造・販売を行う株式会社である。

## 概要
アイザックに勤めていた長田宏泰（現取締役会長、魚津市出身）が独立起業して設立した。

## 開発した主な商品
- Nパック - 液体用段ボール容器。廃棄物の削減に貢献した。
- Nフィッシュ - 発泡スチロールに代わる衛生的でコンパクトな魚箱。
- Nラップ - 薬品や日用品を動かない様に収める包装材。
- Nウェーブ - 電気・電子関係の断熱性の高い包装材。
- Nパレット - 移動荷物を載せる運搬用の台（パレット）。
- Nクール - 段ボール箱の外側を断熱フィルムでくるんだ箱。発泡スチロールよりコンパクトで、折り畳めるので繰り返し使えるため、水産可能物を詰めるのに適している。
- Nフラワー - 下方にポリエチレン容器を仕込み、倒れても水がこぼれない様に工夫している。花の包装に適している。